# Mathias Wieman
Mathias Wieman (Carl Heinrich Franz Mathias Wieman: Osnabrück, 23 de junio de 1902 - Zúrich, 3 de diciembre de 1969) fue un actor alemán de teatro y de cine mudo y sonoro.

## Carrera
Era el único hijo de Carl Philipp Anton Wieman y su esposa Louise. Fue criado en Osnabrück, Wiesbaden y Berlín, donde estudió filosofía, historia del arte e idiomas. En realidad Wieman quería ser diseñador y piloto de aviones.
Comenzó su carrera como actor bajo la dirección de Max Reinhardt en el Deutsches Theater, en Berlín. En los años veinte, fue miembro de la Holtorf-Truppe, un grupo de teatro de acción que incluía al futuro director Veit Harlan. Sus compañeros actores de teatro incluían a su futura esposa, Erika Meingast, Marlene Dietrich, Dora Gerson y Max Schreck (el actor de Nosferatu, el vampiro). Más tarde comenzó a trabajar en el cine mudo y sonoro. Hizo papeles secundarios en Femme, Königin Luise y Das Land ohne Frauen. En 1930 ―junto con Leni Riefenstahl― apareció en Stürme über dem Mont Blanc (Avalancha), y en 1932 interpretó el papel principal en Das Blaue Licht, de Riefenstahl.
En el apogeo de su carrera cinematográfica, durante los años treinta, Wieman actuó en producciones como Mensch ohne Namen (‘el hombre sin nombre’), Die Herrin von Atlantis (‘la reina de la Atlántida’), Die Gräfin von Monte Christo (‘la condesa de Monte Cristo’), Fräulein Hoffmanns Erzählungen,
Der Schimmelreiter (‘el jinete del caballo blanco’),
Viktoria,
Patriots, y
Togger.
También tuvo un éxito internacional con su aparición en Die Maske Ewige (‘la máscara eterna’). La película fue galardonada
en Estados Unidos en 1937 con el American National Board of Review a la mejor película extranjera. También fue nominada para un premio en el Festival de Cine de Venecia.
También en 1937, Wieman recibió la distinción Staatsschauspieler, un título honorífico otorgado por el gobierno alemán y el honor más alto alcanzable por un actor en Alemania.

## En la Alemania nazi
En la época nazi, Wieman trabajó de manera más o menos normal, hasta que Joseph Goebbels lo clasificó como «persona non grata».
Esto redujo en gran medida su actividad.
En los años cuarenta actuó en las siguientes películas:
Ich Klage una, Das andere Ich, Paracelso, Träumerei y Wie wir sagen es unseren Kindern.
Tras el fallido complot del 20 de julio de 1944 para asesinar a Adolf Hitler, Wieman y su esposa Erika ayudaron a la familia del conde Fritz-Dietlof von der Schulenburg. Charlotte von der Schulenburg detalló esta asistencia en el libro de Dorothee Von Meding Courageous hearts: women and the anti-Hitler plot of 1944 (‘corazones valientes: las mujeres y el complot contra Hitler de 1944’; Berghahn Books, 1997).

## Últimos años

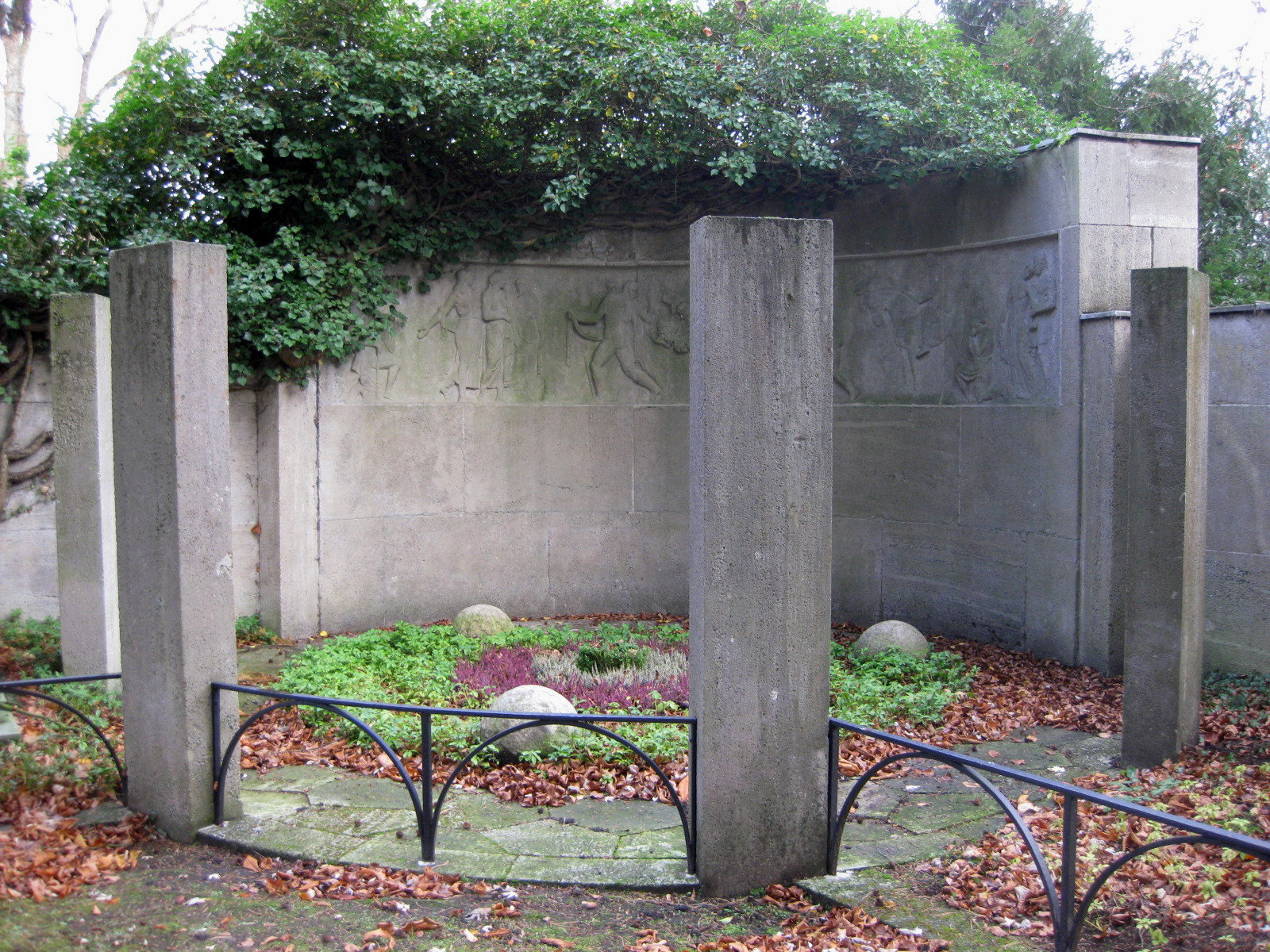
Tumba de Wieman en su ciudad natal: Osnabrück.

Después de la Segunda Guerra Mundial, Wieman trabajó otra vez más intensamente en el cine, por lo general como actor de reparto.
- Der letzte Sommer (The last summer)
- Reifende Jugend (Ripening youth)
- Robinson soll nicht sterben (The girl and the legend),
- La paura, de Roberto Rossellini, coprotagonizada por Ingrid Bergman
- 1952: Herz der Welt (The Alfred Nobel story), que fue premiada en el Festival de Cannes
- 1954: Solange du da bist (As long as you're near me), que fue premiada en el Festival de Cannes

Wieman también hizo muchos discos (LP) de cuentos clásicos donde narraba historias acompañado de música orquestal. Un ejemplo es Peter und der Wolf (Pedro y el lobo) con Wieman y la Filarmónica de Berlín, en 1950, dirigida por Fritz Lehmann y la Orquesta Nacional de Francia en 1962, dirigida por Lorin Maazel.
Otro ejemplo es Mathias Wiemans kleine Diskothek.
En 1992, Deutsche Grammophon publicó una serie conmemorativa de varios CD en honor del centenario del nacimiento de Wieman: Für Kenner & Kinder.
En el escenario, Wieman apareció en varias producciones, incluyendo, Fausto de Goethe,
Pigmalión de George Bernard Shaw,
Seis personajes en busca de autor (la obra más famosa del dramaturgo italiano Luigi Pirandello),
In der Städte Dickicht (‘en la selva de las ciudades’) de Bertolt Brecht.
Entre sus muchos amigos se contaron Hanna Reitsch, Baarova Lida, Hans Fallada, Anny Ondra y Fritz-Dietlof von der Schulenburg.
Después de la Segunda Guerra Mundial, Wieman se trasladó a Suiza con su esposa, la actriz Erika Meingast. Allí murió de cáncer en 1969. Wieman y su esposa Erika (fallecida en 1972) fueron incinerados y sus cenizas están enterradas en el panteón familiar en el cementerio Wieman Johannesfriedhof en Osnabrück.

## Honores
En 1958, su ciudad natal ―Osnabrück― le concedió el prestigioso Justus-Moser-Medaille por sus logros en la actuación en el escenario y la pantalla.
En 1965, Wieman recibió el premio Bambi. Otros ganadores de los premios Bambi en ese mismo año fueron Elke Aberle, Willy Fritsch, Marianne Hoppe, Horney Brigitte, Hilde Krahl, Sophia Loren, Maien Michael, Liselotte Pulver, Rühmann Heinz y Söhnker Hans.

## Filmografía[3]
- 1925: Freies Volk
- 1927: Der Sohn der Hagar
- 1927: Potsdam, das Schicksal einer Residenz
- 1927: Mata Hari, die rote Tänzerin, como Grigori
- 1927: Königin Luise, 1. Teil - Die Jugend der Königin Luise, como Kronprinz Friedrich Wilhelm III, König von Preussen
- 1927: Feme, como Irrsinniger
- 1928: Königin Luise, 2. Teil, como Kronprinz Friedrich Wilhelm III, König von Preußen
- 1928: Die Durchgängerin, como Vladimir Pekoff, ein Komponist
- 1928: Unter der Laterne, como Hans Grote
- 1929: Tagebuch einer Kokotte, como Arzt
- 1929: Der fidele Bauer, como Sohn Stephan Reuther
- 1929: Das Land ohne Frauen, como médico estadounidense
- 1930: Rosenmontag, como el teniente Hans Rudorff
- 1930: Stürme über dem Mont Blanc, como Walter Petersen
- 1932: Zum goldenen Anker, como Marcus sein Sohn
- 1932: Das blaue Licht, como Vigo
- 1932: Die Gräfin von Monte-Christo, como el periodista Stephan Riehl
- 1932: L'Atlantide, como Ivar Torstenson (aparece como M. Wieman)
- 1932: Die Herrin von Atlantis, como Ewar Torstenson
- 1932: Mensch ohne Namen, como Dr. Alfred Sander
- 1932: The Mistress of Atlantis, como Ivar Torstenson (aparece como Mathias Wiemann)
- 1933: Anna und Elisabeth, como Mathias Testa
- 1933: Fräulein Hoffmanns Erzählungen, como Benno Karden
- 1933: Das verliebte Hotel, como Klaus Petermann
- 1934: Der Schimmelreiter, como Hauke Haien
- 1934: Achtung! Wer kennt diese Frau?, como Artur von Bavro
- 1934: Das verlorene Tal, como René von Eisten
- 1934: Klein Dorrit, como Arthur Clennam
- 1935: Vorstadtvariete, como Josef Kernthaler, Bauzeichner
- 1935: Die ewige Maske, como Dr. Dumartin
- 1935: Viktoria, como Johannes
- 1937: Togger, como el periodista Peter Geis
- 1937: Patrioten, como Peter Thomann - genannt Pierre
- 1937: Unternehmen Michael, como Major Zur Linden
- 1938: Anna Favetti, como Hemmstreet
- 1939: Die Hochzeitsreise, como Dr. Paul Goethals
- 1939: Kadetten, como Rittmeister von Tzülow
- 1941: Ich klage an, como Dr. Bernhard Lang
- 1941: Das andere Ich, como Ingenieru Martin
- 1943: Paracelsus, como Ulrich von Hutten
- 1943: Man rede mir nicht von Liebe, como Andreas Alwin
- 1944: Träumerei, como Robert Schumann
- 1944: Das Herz muß schweigen, como Dr. Paul Holzgruber
- 1949: Wie sagen wir es unseren Kindern?, como Dr. Thomas Hofer
- 1950: Wenn eine Frau liebt, como Felder, Kunsthändler
- 1950: Melodie des Schicksals
- 1952: Ferientage - einmal anders (cortometraje)
- 1952: Herz der Welt, como el Dr. Alfred Nobel
- 1953: Solange Du da bist, como el escritor Paul
- 1953: Königliche Hoheit, como Dr. Raoul Überbein
- 1954: Unsere kleine Stadt (película de televisión), como Spielleiter
- 1954: Eine Liebesgeschichte, como Fritz v. Fredersdorff, Gutsbesitzer
- 1954: Der letzte Sommer, como Presidente Carlo Tolemainen
- 1954: Non credo più all'amore (La paura), como el profesor Albert Wagner
- 1955: Reifende Jugend, como Obersdtudiendirektor Dr. Berger
- 1956: Si tous les gars du monde, como Karl
- 1956: Die Ehe des Dr. med. Danwitz, como el profesor Schüddekopf
- 1957: La leyenda de Robinson Crusoe, como el rey Jorge II
- 1957: Wetterleuchten um Maria, como sacerdote
- 1961: Der entscheidende Augenblick (película de televisión), como Bengsten
- 1963: Los que ofenden al sexo, como Richter
- 1963: Erotikon - Karussell der Leidenschaften
- 1964: Der Gefangene der Botschaft (película de televisión), como Erzbischof
- 1966: Geld und Geist, como Pfarrer